# William Joscelyn Arkell
Pour les articles homonymes, voir Arkell.
William Joscelyn Arkell (9 juin 1904 - 18 avril 1958) est un géologue et paléontologue britannique, considéré comme la principale autorité sur la période jurassique au milieu du XXe siècle,,.

## Enfance
Arkell est né à Highworth, dans le Wiltshire, le plus jeune d'une famille de sept personnes. Son père, James Arkell, est associé dans la prospère entreprise familiale Arkell's Brewery (qui appartient toujours à la famille aujourd'hui). Sa mère, Laura Jane Arkell est une artiste aux capacités remarquables.
Il développe un amour profond de la campagne anglaise dès son plus jeune âge, peut-être acquis lors de longues vacances d'été en famille passées à Swanage, Dorset. Il fait ensuite ses études au Wellington College dans le Berkshire, où ses capacités en histoire naturelle sont reconnues et il peut consacrer beaucoup de temps à développer ses connaissances sur ce sujet. Il est régulièrement lauréat de prix pour ses essais d'histoire naturelle, dont l'un est un traité sur les Dorset Robber Flies (Asilidae). Il publie en privé un ensemble de poèmes, Seven Poems, qui exprime son amour de la nature et du plein air.

## Vie étudiante

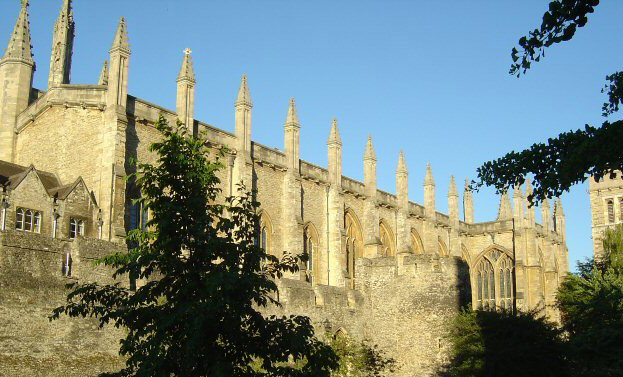
Nouveau Collège, Oxford

En octobre 1922, à la deuxième tentative (après avoir échoué à l'examen de latin), Arkell est admis au New College d'Oxford. Il a d'abord l'intention d'étudier l'entomologie, mais en dépit d'avoir comme professeur Julian Huxley, il opte pour la géologie et la paléontologie. En 1925, il obtient son diplôme avec mention très bien en géologie. Il reste à l'Université d'Oxford après avoir reçu une bourse de recherche Burdett-Coutts. Son sujet de recherche concerne la taxonomie des bivalves des lits coralliens du Jurassique supérieur d'Angleterre. Pour cet article et d'autres sur le Jurassique du sud de l'Angleterre, il reçoit un D Phil en 1928.
Tout en entreprenant ses recherches doctorales, Arkell passe quatre saisons d'hiver (1926-1930) à enquêter sur des preuves de restes humains paléolithiques dans la vallée du Nil en Égypte en association avec l'Université de Chicago. Quatre monographies remarquables sont le résultat de ce travail.

## Recherche géologique

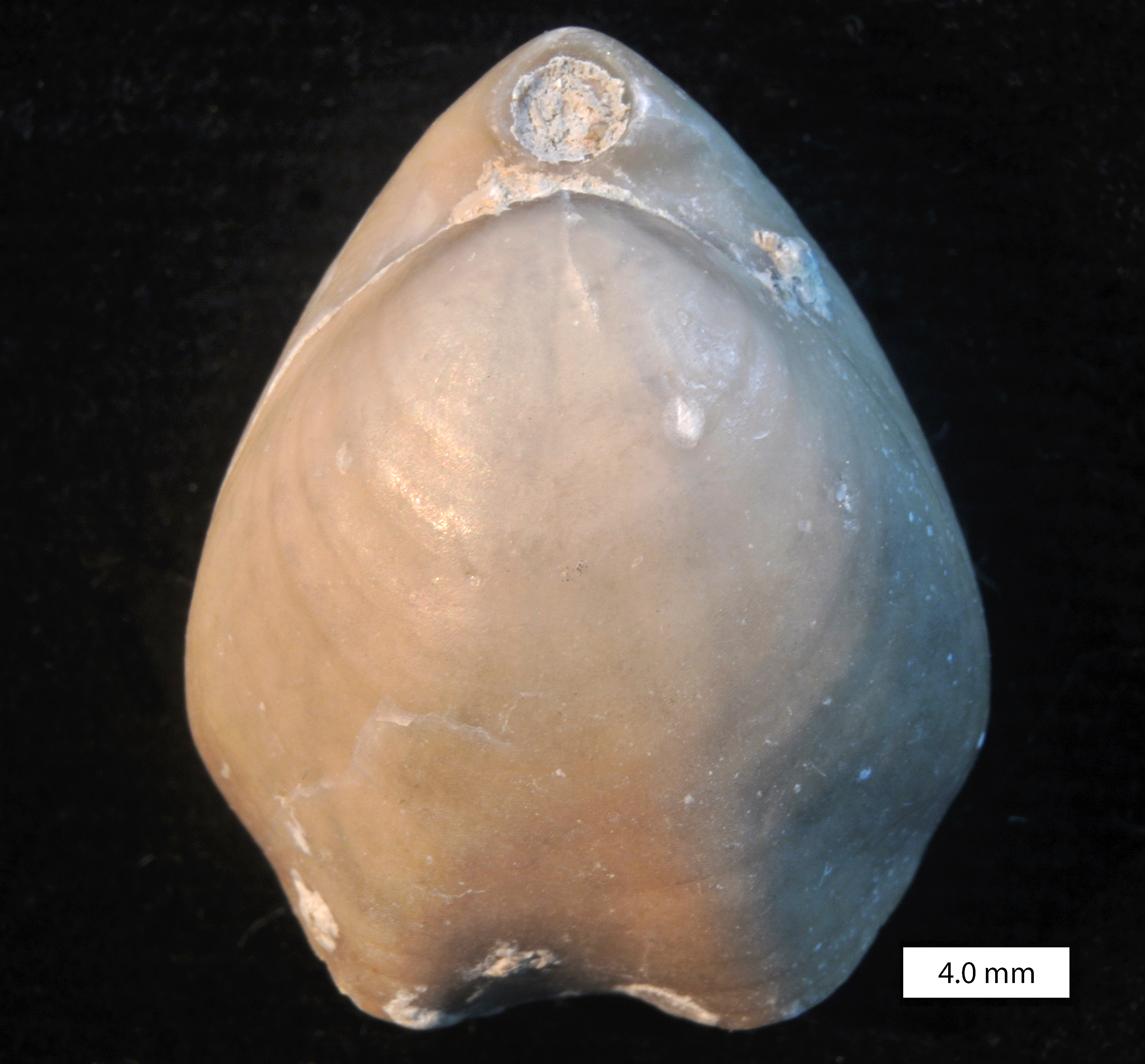
Le brachiopode du Jurassique moyen Cererithyris arkelli Almeras, 1970, nommé d'après Arkell.

Arkell obtient une chaire de conférence en géologie au New College d'Oxford en 1927 et est nommé chercheur principal de ce collège en 1929. Avec peu de tâches d'enseignement ou d'administration à proprement parler, Arkell peut consacrer presque tout son temps à la recherche. Cela culmine avec la publication en 1933 de The Jurassic System of Great Britain. Cet ouvrage de 681 pages examine et consolide de manière critique tous les travaux antérieurs sur le Jurassique, dont les formations décrites par le pionnier de la géologie britannique, William Smith, au XIXe siècle. Cela établit Arkell comme une autorité sur le Jurassique, ce qui est remarquable étant donné qu'il n'a que 29 ans.
Il publie également des travaux approfondis sur les dépôts de récifs du Jurassique supérieur (le Coral Rag) d'Angleterre. Il est un expert de l'utilisation des calcaires du Jurassique comme matériaux de construction, publiant un livre sur les nombreux types de calcaire utilisés dans les bâtiments d'Oxford. La terminologie souvent obscure utilisée par les mineurs et les carriers est clarifiée par son dictionnaire des termes de la roche. Arkell s'intéresse à l'histoire tectonique du sud de l'Angleterre, en particulier en référence aux lits très plissés de l'île de Purbeck. Il contribue aux rapports publiés par le British Geological Survey, en particulier autour de la région de Weymouth et Portland.
La Seconde Guerre mondiale interrompt ses recherches en 1941 et Arkell travaille pour le ministère des Transports à Londres lorsque les bombardements de cette ville sont les plus intenses. Au cours de cette période, il tombe gravement malade et passe cinq mois à l'hôpital après une opération de pneumothorax.

## Université de Cambridge
Après sa démobilisation à la fin de la guerre, Arkell accepte une bourse de recherche senior au Trinity College de Cambridge, occupant un poste au Sedgwick Museum. À cette époque, Arkell commence à travailler sur l'utilisation des ammonites comme fossiles de zone dans la stratigraphie jurassique et devient le principal expert dans ce domaine spécialisé. Il est inondé de fossiles à des fins d'identification, notamment en provenance des compagnies pétrolières. En conséquence, il voyage beaucoup au Moyen-Orient pour examiner de nombreuses expositions jurassiques de cette région.
Arkell consolide ses connaissances sur le Jurassique et publie Jurassic Geology of the World en 1956. Le grand volume détaillé reste à ce jour un texte classique.

## Vie privée

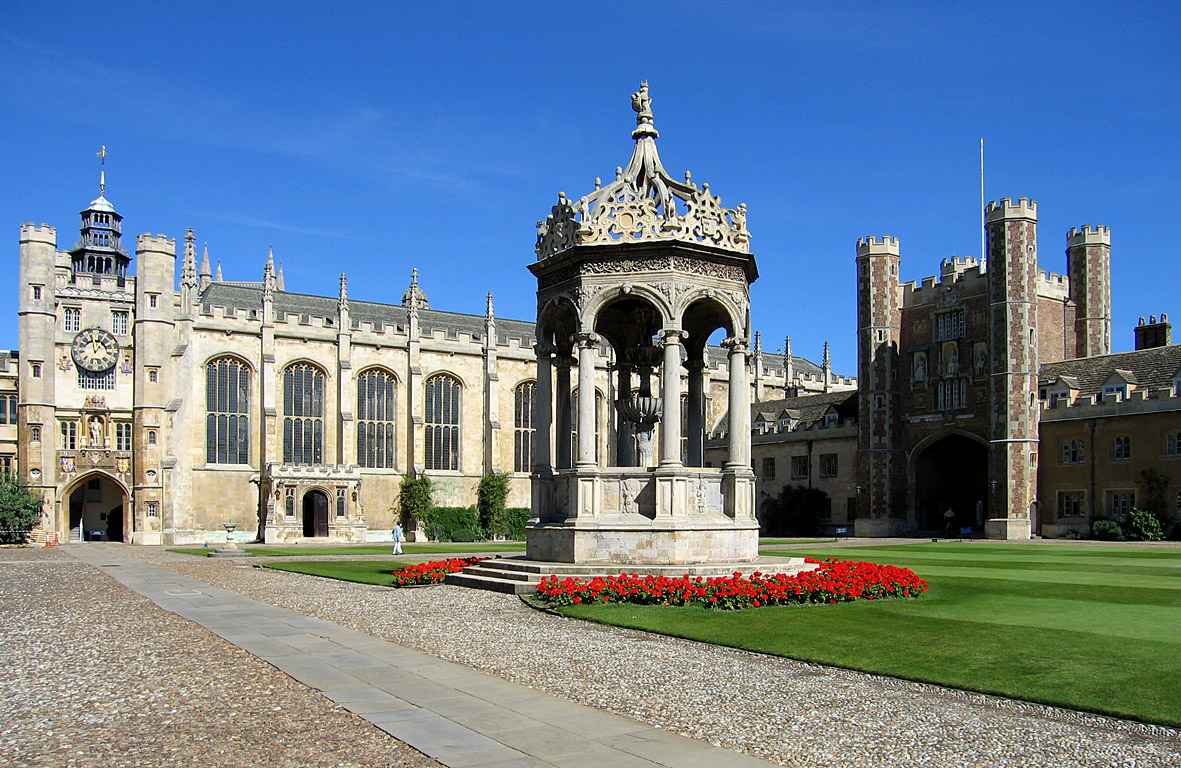
Grande Cour au Trinity College, Cambridge

Arkell épouse Ruby Percival en 1929 et achète une grande maison à Cumnor, près d'Oxford, avant de déménager à Cambridge en 1949. Ils ont trois fils, nés entre 1932 et 1937. Ils établissent également une maison de vacances à Ringstead Bay dans le Dorset. Grâce à son lien avec l'entreprise familiale de brasserie, Arkell est riche.
Arkell est de grande taille mais n'a jamais été bien portant. À l'automne 1956, il subit un grave accident vasculaire cérébral qui le laisse partiellement paralysé et avec une Diplopie. Malgré cela, sa détermination à poursuivre son travail et sa correspondance à l'Université de Cambridge se poursuit. Il subit un deuxième accident vasculaire cérébral le 18 avril 1958 et meurt quelques heures plus tard.
Arkell reçoit un D Sc de l'Université d'Oxford en 1934. En 1944, il reçoit la médaille Mary Clark Thompson de l'Académie nationale des sciences des États-Unis. Il est élu membre de la Royal Society (FRS) en 1947. Arkell reçoit la médaille Lyell de la Société géologique de Londres en 1949 et la médaille Leopold von Buch de la Société géologique allemande en 1953.

## Œuvres
- K.S. Sandford et W.J. Arkell, Paleolithic Man and the Nile-Faiyum Divide. A Study of the Region During Pliocene and Pleistocene Times, vol. I, Chicago, University of Chicago Press, coll. « Prehistoric Survey of Egypt and Western Asia », 1927
- W. J. Arkell, The Jurassic System in Great Britain, Oxford, Clarendon Press, 1933
- Arkell, « The Portland beds of the Dorset mainland », Proceedings of the Geologists' Association, London, Geologists' Association, vol. 46, no 3,‎ 1935, p. 301–IN10 (DOI 10.1016/s0016-7878(35)80002-3)
- Arkell, « The Tectonics of the Purbeck and Ridgeway faults in Dorset », Geological Magazine, Cambridge, Cambridge University Press, vol. 73, no 3,‎ 1936, p. 97–118 (DOI 10.1017/s0016756800091354, Bibcode 1936GeoM...73...97A)
- Linsdall Richardson, W. J. Arkell et H. G. Dines, Geology of the Country Around Witney: Explanation of Sheet 236, HMSO, coll. « Memoirs of the Geological Survey of Great Britain: England and Wales », 1946
- W. J. Arkell, Oxford Stone, London, Faber and Faber, 1947 (lire en ligne)
- Arkell, « The building-stones of Blenheim Palace, Cornbury Park, Glympton Park and Heythrop House, Oxfordshire », Oxoniensia, Oxford Architectural and Historical Society, vol. XIII,‎ 1948, p. 49–54 (ISSN 0308-5562)
- W. J. Wright, C. W. Wright, H. J. Osborne White et W. J. Arkell, Geology of the Country around Weymouth, Swanage, Corfe and Lulworth: Explanation Of Sheets 341, 342, 343 With Small Portions Of Sheets 327, 328, 329, HMSO, coll. « Memoirs of the Geological Survey of Great Britain: England and Wales », 1947
- W. J. Arkell et S. I. Tomkeieff, English Rock Terms; Chiefly as used by miners and quarrymen, Oxford, Oxford University Press, 1953
- W. J. Arkell, Jurassic Geology of the World, New York; Edinburgh, Hafner Publishing Co; Oliver & Boyd, coll. « Internet Archive », 1956 (lire en ligne )